# Самообман
Самообма́н — это процесс внушения себе мыслей, которые не соответствуют действительности; обманчивая, внушённая самому себе уверенность в чём-либо. Этот психологический феномен может быть формой психологической защиты личности.

## Многогранность понятия
Термин «самообман» широко используется в целом ряде гуманитарных дисциплин, а именно в психологии и психоанализе, литературе, философии, эпистемологии, социологии и др. В зависимости от контекста каждой сферы варьируются его трактовки.

### Самообман в психоанализе
В клинической практике вместо термина «самообман», как правило, употребляются его ближайшие эквиваленты: «репрессия» и «иллюзорное мышление».
В своём труде «Новый язык для психоанализа» (1967) известный американский психоаналитик и психотерапевт Рой Шефер описывает привычку пациента обманывать себя как способ «неосознанной защиты» от неприятных или вызывающих стыд переживаний (открытий).

### Самообман в литературе и философии
Феномен самообмана нашёл отражение в сочинениях целого ряда философов-экзистенциалистов, самые выдающиеся из которых — Кьеркегор, Хайдеггер и Сартр. В работах последнего самообман («дурная вера») занимает центральное место и трактуется как основная форма неаутентичного существования.
Из контекста сочинений Сартра следует, что необходимое условие для самообмана — это так называемая «разделённость» сути человека на две части («я» и «сознание»), одна из них скрывает от другой нечто, известное только ей. В соответствии с теорией Сартра, парадоксы, которые связаны с феноменом «дурной веры», объясняются тем, что акт обмана совершается в рамках единого одиночного сознания.
Исследуя понятие самообмана, Сартр пересматривает взгляды своего учителя Гуссерля, отождествлявшего понятия «я» и «сознание», и в результате формирует собственную теорию, лёгшую в основу его сочинения «Бытие и ничто» (1943).

### Самообман в интерпретации Роберта Триверса
Американский эволюционный биолог Роберт Триверс придаёт самообману важнейшее значение в поведении человека и даже животных. Согласно его теории, человек обманывает себя, чтобы, уверившись самому в истинности изначально ложной информации, с большей вероятностью убедить в её истинности окружающих.
Эта интерпретация основывается на следующей логике: будучи в природе базовым аспектом межвидовой коммуникации, ложь (в том числе — подкреплённая самообманом) даёт возможность получения выгоды; так, животные в дикой природе лгут путём мимикрирования или подачи «сигналов тревоги», способствующих выживанию.

## Примеры самообмана
В повседневной жизни примеры самообмана бесчисленны. Приведём самые типичные из них:
- любовница женатого мужчины уверена в том, что у любовника с женой ничего нет, а из семьи он не уходит из-за детей;
- женщина, терпящая семейное насилие, уверена, что выхода нет;
- студент, идущий на экзамен не подготовившись, уверяет себя, что всё знает по нужному предмету и сдать его будет несложно.

## Опровержение понятия
В психологии редко используется термин «самообман», поскольку психологи считают этот термин ненаучным. Как правило, они предпочитают заменять его такими более научными эквивалентами, как «отрицание», «репрессия», «иллюзорное мышление».